# 상 (하나라)
상(相)은 하나라의 5대 군주이다. 중강의 아들이다.
상구를 수도로 삼았다고 전해지며 정치를 제대로 하지 않던 폭군이었다고 한다. 유궁국의 후예가 반란을 일으켜 후예의 가신인 한착(寒浞)에게 살해당했다. 그 결과 하 왕실의 권력이 많이 손상되었다. 또 이것으로 하나라가 잠시 멸망했다는 설도 있다.
즉위 후 1년째에 회이를 토벌했고 2년째에 풍이·황이를 토벌했다고 한다. 또 7년째에 간이가 방문했다.

## 같이 보기
- 중국의 군주 목록